# Cleó d'Atenes
Cleó (en grec antic: Κλέων, llatí: Cleon), fill de Cleènet, fou un cap polític atenès del segle v aC.
Després de la mort de Pèricles, el van succeir Èucrates i Lísicles, i Cleó, molt popular, es va convertir en el principal representant dels partidaris de la guerra durant la primera part de la Guerra del Peloponnès (entre 428 aC i 422 aC). Pertanyé a la classe mitjana de mercaders, i es dedicava a l'ofici d'adober. No se sap quant de temps es va dedicar a l'adoberia, però la va canviar per la política, professió més lucrativa. Es va donar a conèixer només començar la guerra, i els darrers dies de Pèricles van ser pertorbats per la seva impertinència. El poeta còmic Hermip, en un fragment d'una comèdia que ha sobreviscut, diu que Pèricles es va tancar a casa seva torturat pels atacs ferotges de Cleó (δηχθεὶς αἴθωνι Κλέωνι). Segons Idomeneu, Pèricles, el darrer any de la seva vida, va ser acusat i apartat del poder per les denúncies de Cleó.
El 427 aC, va dominar la revolta de Mitilene, la qual cosa el va portar a un paper més actiu i va iniciar una actuació com a demagog, segons Tucídides. En un primer moment, va reclamar que els aliats revoltats es rendissin o, en cas contrari, serien executats els homes, i venuts com a esclaus les dones i nens. L'endemà, després de llargues deliberacions, va reconsiderar aquesta moció. Tucídides transmet, amb la seva pròpia veu, els discursos de Cleó i els seus oponents, que encara que no serveixen per saber com era el Cleó orador, són útils per veure l'opinió de l'historiador sobre el personatge.
El 426 aC, Aristòfanes, durant les festes de les Lenees, va representar l'obra Els babilonis, on atacava un personatge amb el qual Cleó es va sentir identificat, i es va unir a altra gent per presentar una demanda contra l'autor, acusant-lo d'haver ridiculitzat i per insultar al govern en presència dels seus súbdits. Una mica abans d'això, Cleó va ser acusat i portat a judici per un grup d'aristòcrates (els hippeis) acusat d'haver-se quedat diners amb falsos pretextos. Va ser condemnat a pagar 5 talents.
El 425 aC, Esparta va enviar una ambaixada per negociar la pau després de l'inici del bloqueig d'Esfactèria. Encara que molts atenencs volien la pau, Cleó s'hi va oposar a menys que rendissin Esfactèria i retornessin les conquestes del 445 aC (Nisea, Peges, Trezè i Acaia), cosa que Esparta no podia concedir perquè estava fora de les seves possibilitats. Les raonables propostes espartanes, que van demanar un consell privat per discutir els termes, van ser rebutjades a crits per Cleó, que va aprofitar la petició per trencar negociacions. Però, al cap d'uns mesos, les coses van empitjorar per als atenencs i el poble va començar a exigir la pau i va acusar Cleó d'haver-la impedit en les millors condicions. Cleó es va fer elegir al capdavant d'una comissió per investigar la situació i va perdre molt de suport popular, i finalment es va concertar una treva de tres anys amb Esparta contra el seu parer. Una victòria a Pilos, on va fer alguns presoners i entre ells 120 espartans nobles, li va retornar la popularitat (425 aC), encara que de fet el curs de la batalla el va dirigir el seu amic el general Demòstenes.
El 422 aC, es va acabar la treva i a l'estiu fou nomenat estrateg per lluitar contra Bràsides a la península Calcídica. Havia convençut el poble de la seva habilitat com a general, de la qual ell mateix feia gala, i va marxar amb un bon exèrcit. Va ocupar Torone sense massa problema i es va dirigir cap a Amfípolis, que l'espartà Bràsides volia protegir. Cleó, que certament no era un bon general, va avançar sense un pla precís i va arribar als murs de la ciutat, on en veure els espartans llestos per a una sortida, va començar una desastrosa retirada. Una de les ales del seu exèrcit, sense cap protecció, fou fàcilment massacrada pels espartans, que van derrotar completament l'exèrcit de Cleó. Ell mateix va morir en la batalla a mans d'un ciutadà de Mircínia. Nícies, que s'havia oposat durant molt de temps a la política bèl·lica de Cleó, va signar amb els espartans el que es va conèixer com la Pau de Nícies.